# Pallare
Pallare (en lígur: Palëre; en piemontès: Pallër) és un comune (municipi) a la província de Savona, a la regió italiana de la Ligúria, situat uns 50 km a l'oest de Gènova i uns 15 km a l'oest de Savona. A 31 de desembre de 2017 la seva població era de 922 habitants.
Pallare limita amb els següents municipis: Bormida, Carcare, Mallare, Millesimo, Osiglia i Plodio.